# 2020年夏季奥林匹克运动会缅甸代表团
2020年夏季奥林匹克运动会缅甸代表团派出两名运动员参加因2019冠状病毒病疫情而延期至2021年举行的第三十二届夏季奥林匹克运动会。该国原本在羽毛球、柔道和射击上各获得一个参赛名额，后来该国决定放弃柔道项目的名额，至此该国在该届奥运仅有一名羽毛球选手和一名射击选手参赛，成为该届奥运所有代表团当中，其中一个运动员数最少的代表团。
因应缅甸国防军在2021年2月发动军事政变，并以暴力手段镇压反对政变的示威者，该国游泳选手Win Htet Oo发表公开信，呼吁国际奥林匹克委员会取消对当前由军方控制的缅甸奥林匹克委员会的承认，并让缅甸选手以中立身份参赛。然而他的请求最终遭国际奥委会拒绝，国际奥委会回应媒体咨询时表示，奥林匹克运动必须保持政治中立，并指出缅甸奥委会已向国际奥委会作出保证，确保缅甸代表团的备战不受影响，同时缅甸奥委会也会维持正常运作。

## 羽毛球
根据世界羽毛球联合会奥运排名，缅甸在奥运羽毛球项目上获得一个女子单打席位。
| 运动员     | 项目     | 小组赛                      | 小组赛                    | 小组赛 | 1/8决赛   | 1/4决赛   | 半决赛    | 决赛/铜牌赛 | 决赛/铜牌赛 |        |
| 运动员     | 项目     | 对手 比分                   | 对手 比分                 | 排名   | 对手 比分 | 对手 比分 | 对手 比分 | 对手 比分   | 排名        |        |
| ---------- | -------- | --------------------------- | ------------------------- | ------ | --------- | --------- | --------- | ----------- | ----------- | ------ |
| 德·塔·图萨 | 女子單打 | 東宗（印度尼西亚） · 负 0–2 | 譚蓮妮（比利时） · 负 0–2 | 3      | 未晋级    | 未晋级    | 未晋级    | 未晋级      | 未晋级      | 未晋级 |

## 射击
缅甸有一名射击选手获三方委员会邀请，取得奥运参赛资格。
| 运动员 | 项目             | 资格赛 | 资格赛 | 决赛   | 决赛   |
| 运动员 | 项目             | 分数   | 排名   | 分数   | 排名   |
| ------ | ---------------- | ------ | ------ | ------ | ------ |
| 耶吞瑙 | 男子10米空氣手槍 | 576    | 14     | 未晋级 | 未晋级 |